# Thaer Fayed Al-Bawab
Thaer Fayed Al-Bawab (Amman, 1 maart 1985) - voetbalnaam Thaer - is een Jordaans voetballer. Hij verruilde in juni 2010 CD Alfaro voor Gloria Bistriţa. Thaer heeft als bijnaam De Rivaldo van Amman.

## Clubvoetbal
Al-Bawab werd geboren in Jordanië, maar hij vertrok op zesjarige leeftijd naar de Spaanse regio Catalonië, waar zijn vader als arts ging werken. Daar speelde Al-Bawab als jeugdvoetballer bij Penya Barcelonista Cinco Copas en UE Cornellà (2001-2003). Vervolgens ging Thaer in 2003 in de jeugdopleiding van Real Madrid spelen. In 2005 promoveerde hij met Real Madrid Castilla van de Segunda División B naar de Segunda División A. Vanwege een gebrek aan speeltijd vertrok Al-Bawab in januari 2007 naar FC Barcelona B, een overstap die de Nederlandse verdediger Jeffrey Hoogervorst enkele weken eerder om dezelfde reden eveneens maakte. Hij tekende een contract voor 2,5 jaar. Al-Bawab debuteerde op 11 februari 2007 in de thuiswedstrijd tegen UE Lleida (3-0). Hij luisterde zijn debuut op met een doelpunt vijf minuten voor tijd. Thaer debuteerde op 31 mei 2007 in het eerste elftal. In de halve finale van de Copa de Catalunya tegen Gimnàstic de Tarragona kwam hij een kwartier voor tijd als vervanger van Sylvinho in het veld. Na de degradatie van FC Barcelona B van de Segunda División B naar de Tercera División volgde een grote renovatie bij het tweede elftal en Al-Bawab werd voor het seizoen 2007/2008 verhuurd aan CE L'Hospitalet.

## Nationaal elftal
Al-Bawab debuteerde voor het Jordaans nationaal elftal op 28 januari 2005 in een oefenwedstrijd tegen Noorwegen.